# Hloubkový rozhovor
Hloubkový rozhovor neboli in-depth interview je jednou z nejvýznamnějších a nejčastěji využívaných metod sběru dat v rámci kvalitativního výzkumu. Lze jej definovat jako nestandardizované dotazování obvykle jednoho informačního partnera jedním tazatelem. Na rozdíl od cílů sběru dat v kvantitativním výzkumu je cílem sběru dat v kvalitativním výzkumu zjistit nejen, jak se informační partneři chovají, ale především důvody jejich chování. Typické pro kvalitativní výzkum jsou otázky Kdo, Proč, případně Jak.

## Charakteristika
Hloubkový rozhovor umožňuje informačnímu partnerovi vyjadřovat své názory na zkoumanou problematiku, díky čemuž výsledky takového výzkumu přináší detailní informace o zkoumaném jevu. Jedná se o individuální rozhovor tazatele a informačního partnera zaměřený na zvolené téma, při kterém se tazatel snaží proniknout do nitra informačního partnera a objevit klíčové postoje, motivy a vztahy. Tazatelem u tohoto typu výzkumu zpravidla bývá zkušený psycholog či sociolog, jehož úkolem je vést respondenta k tomu, aby na dané téma volně hovořil. Pokud se v jeho vyprávění vyskytne nějaká zajímavá informace, tazatel ho povzbuzuje k rozvinutí myšlenky. Pomocí co nejvolnějších, ale tematicky předem vymezených asociací, zjišťuje specifické relevantní obsahy, které lze najít na všech úrovních vědomí.
Hloubkový rozhovor je úzce spjat s pozorováním, další technikou sběru dat kvalitativního výzkumu. Zkušený tazatel by měl zároveň býti i zkušeným pozorovatelem, který je schopen se nejen dotazovat, ale i rozpoznávat neverbální sdělení a citlivost k prostředí. Mezi hlavní typy hloubkového rozhovoru řadíme rozhovor polostrukturovaný a rozhovor nestrukturovaný – označovaný také jako narativní. Polostrukturovaný rozhovor je založený na předem vytvořeném scénáři obsahující zkoumaná témata a jednotlivé otázky. Jeho využití je vhodné zejména v rámci případových studií či zakotvených teorií. Naopak rozhovor nestrukturovaný, používaný v biografickém designu, vychází nejčastěji jen z jedné otázky, na kterou se dle odpovědí informačního partnera v průběhu rozhovoru nabalují další. Existují i další typy hloubkových rozhovorů – například tvořivý rozhovor či rozhovor v rámci evaluace.

## Průběh rozhovoru
Celý proces sběru dat prostřednictvím hloubkového rozhovoru se skládá celkem ze sedmi částí – výběr metody, příprava rozhovoru, vlastní dotazování, přepis rozhovoru, reflexu rozhovoru, analýza dat, prezentace výzkumné zprávy.
Vedení hloubkového rozhovoru vyžaduje citlivost, koncentraci, interpersonální porozumění a disciplínu. Je nutné dopředu zvážit obsah otázek, jejich formulaci a pořadí a také délku rozhovoru. Tyto záležitosti se řeší buď před rozhovorem, nebo až v jeho průběhu. Důležité části rozhovoru jsou především začátek a konec. Na začátku dotazování musí tazatel prolomit případné psychické bariéry a získat souhlas s nahráváním. Na konci rozhovoru nebo při loučení je vysoká pravděpodobnost získání důležitých informací. Tazatel by měl dotazovanému nabídnout možnost dodatečného kontaktu, kdyby chtěl doplnit ještě nějaké další informace.
Otázky jsou v hloubkovém rozhovoru důležitým stimulem pro respondentovu odpověď. Formulace otázky patří ke klíčovým prvkům, které určují, jak bude respondent odpovídat. Proto by měly být otázky opravdu otevřené, neutrální a jasné. Základním cílem při vymýšlení otázek je co nejvíce redukovat vnucování odpovědi již samotnou formulací otázky. Při rozhovoru nesmí docházet k tomu, aby tazatel pokládal více otázek najednou. Při správně vedeném rozhovoru by měl tazatel i respondent cítit, že se jedná o rovnocennou konverzaci. Tazatel musí jasně sdělit, jaké informace požaduje a z jakého důvodu jsou pro něho důležité. Právě kvůli uchování důvěry by měl tazatel poskytnout informaci o účelu o otázky, protože jejich důvod nemusí být respondentovi vždy jasný.
Při rozhovoru patří mezi nejdůležitější aspekty přístup k dotazovanému a postoj vůči obsahu sdělení. Během rozhovoru musí tazatel vybízet dotazovaného k vyprávění určitým chováním, současně ale nesmí ovlivnit odpovědi tím, že by kladně či záporně na odpovědi reagoval. Jeho chování tedy vyžaduje neutralitu a zároveň musí podněcovat respondenta k dalším podrobnostem. Důležité tedy je dávat respondentovi najevo, že je pro výzkum velmi zajímavá osoba a totéž platí o obsahu jeho sdělení. Důležité je dbát na průběh rozhovoru. Někdy mohou být odpovědi příliš zdlouhavé či doplňovány o nepodstatné poznámky, což snižuje efektivnost rozhovoru. Tazatel musí předem vědět, co je cílem rozhovoru a jaké informace se chce dozvědět, pokládat správné otázky, které povedou k informačně hodnotným odpovědím.
Pro tento typ výzkumu bývá obvykle osloven menší počet respondentů, např. deset. Při dotazování většího počtu respondentů se odpovědi obvykle opakují a výzkum tak pozbývá na efektivnosti. Vzorek je pečlivě vybrán tak, aby co nejvíce odpovídal cílové skupině.

## Využití
Hloubkové rozhovory mají velké využití především u výzkumů týkajících se osobních či citlivých témat. Prostřednictvím hloubkového rozhovoru jsou zkoumáni členové určitého prostředí, určité specifické sociální skupiny. Cílem je získat stejný náhled na události a jejich jednání, jakým disponují právě členové dané skupiny. Hloubkový rozhovor zachycuje výpovědi respondentů v jejich přirozené podobě, což je základní princip kvalitativního výzkumu.
Metoda hloubkového rozhovoru může být využívána samostatně, jako je tomu v dotazníkových šetřeních, nebo v kombinaci s jinou metodou. Rozhovorem lze například doplnit předchozí pozorování a získat tak podrobnější informace.